# 707年
| 千纪： | 1千纪                                                                                           |
| 世纪： | 7世纪 \| 8世纪 \| 9世纪                                                                         |
| 年代： | 670年代 \| 680年代 \| 690年代 \| 700年代 \| 710年代 \| 720年代 \| 730年代                       |
| 年份： | 702年 \| 703年 \| 704年 \| 705年 \| 706年 \| 707年 \| 708年 \| 709年 \| 710年 \| 711年 \| 712年 |
| 纪年： | 丁未年（羊年）；唐（新罗）神龍三年，景龙元年；日本慶雲四年                                      |

## 大事记
- 中國
  - 景龍之變：唐中宗太子李重俊與兵部尚書魏元忠通謀，命左金吾大將軍成王李千里、左羽林大將軍李多祚、右羽林將軍李思沖、李承況、獨孤禕之、沙吒忠義等人，矯詔以左右羽林兵及千騎三百餘人發動兵變，殺了權臣武三思、武崇訓等，事後兵敗被殺。
- 日本
  - 7月17日——元明天皇即位。

## 各国领袖

### 非洲
- 马库里亚王国 - Merkurios, 马库里亚国王(697–722)

### 美洲
- 卡拉克穆尔 – Yuknoom Yich'aak K'ahk' (702–731)
- 科潘 - 瓦沙克拉洪·乌巴·卡维尔 (675–738)
- 蒂卡尔 - Hasaw Chan K'awil (682–732)

### 亚洲
- 中国 (唐朝) – 唐中宗，中国皇帝 (705–710)
- 日本 (飛鳥時代) - 
  1. 文武天皇，日本天皇 (697–707)
  2. 元明天皇，日本天皇 (707–715)
- 朝鲜半岛 (统一新罗) - 圣德王, 新罗王 (702–737)
- 帕拉瓦王朝 - 
  1. Narasimhavarman II (700–728)
  2. Paramesvaravarman II (705–710)
- 震国 - 高王大祚荣, 震国王 (698–719)
- 吐蕃 - 赤德祖赞，赞普 (704–755)
- 后突厥 -  默啜, 可汗 (694- 716)

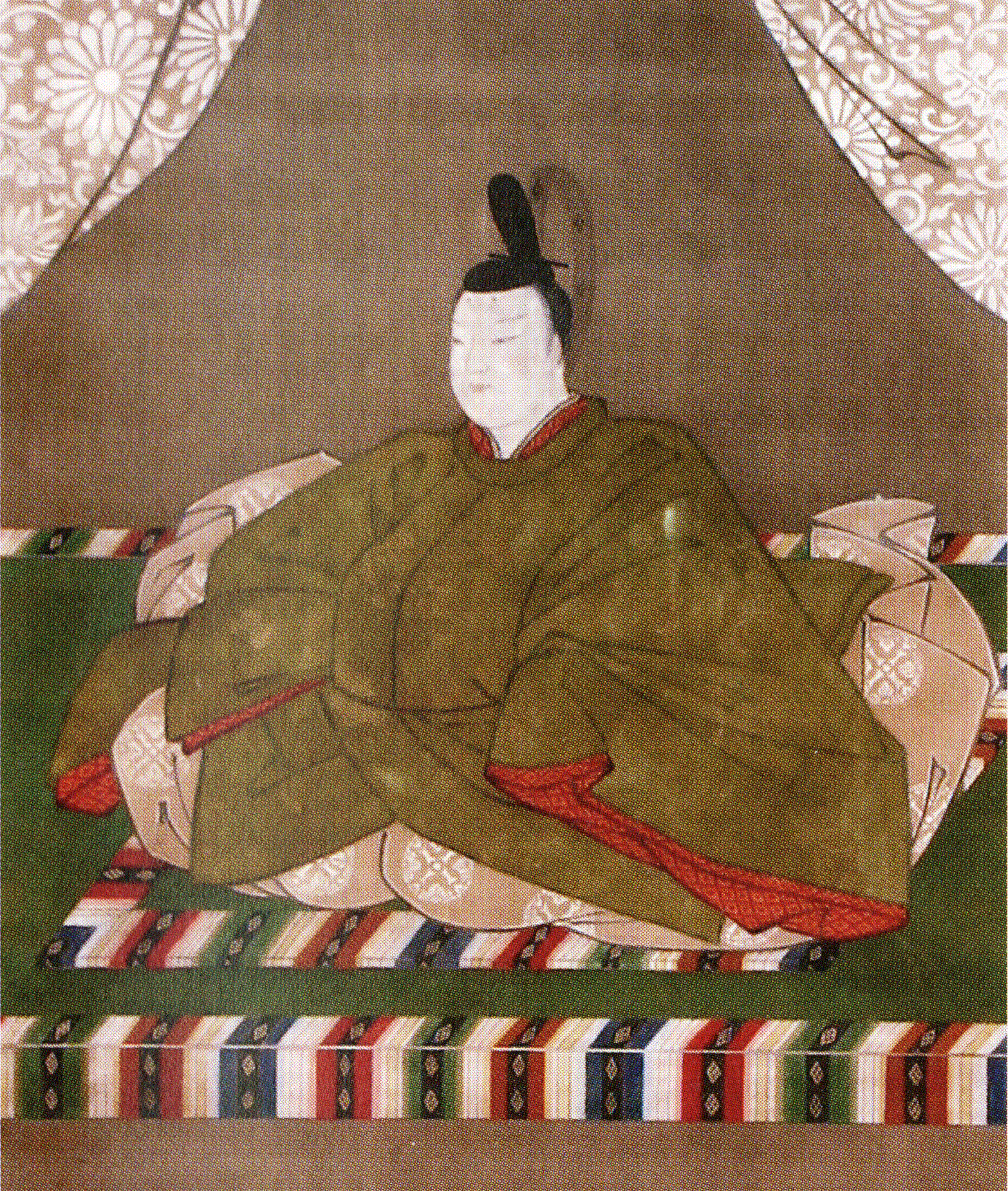
文武天皇

### 中东
- 亚美尼亚 - Smbat VI Bagratuni， 亚美尼亚君主 (691–711)
- 阿拉伯帝国 - 瓦利德一世，哈里发 (705–715)

### 欧洲
- 保加利亚 - 特尔维尔（英语：Tervel of Bulgaria）, 保加利亚可汗 (695–715)
- 拜占庭帝国 - 查士丁尼二世 (705–711)
- 法兰克王国 -
  - 希爾德貝爾特三世, 法兰克国王 (695–711)
  - 丕平二世, 宫相 (687–714)
- 弗里西亚 - 雷德白（英语：Radbod, King of the Frisians） (678–719)
- 格鲁吉亚 -
  - 巴格拉季昂王朝 - Nerse (705–742)
- 伦巴底王国 -阿里伯特二世（Aripert II）（701–712）
- 塞尔维亚 - Ratimir, 塞尔维亚统治者(700–730)
- 威尼斯共和国 - 保罗·吕齐奥·阿纳法斯托，威尼斯总督 (697–717)
- 西哥特王国 - Wittiza (702–710)
- 爱尔兰 - Congal Cennmagair, 爱尔兰高王（英语：List of High Kings of Ireland） (703–710)
  - 康诺特 -
    1. Indrechtach mac Dúnchado，康诺特王 (705–707)
    2. Indrechtach mac Muiredaig，康诺特王 (707–723)

  - Uí Maine - Seachnasach, Uí Maine王 (691–711)
  - 伦斯特 - Cellach Cualann, 伦斯特君主(693–715)
  - Ulaid - 
    1. Bécc Bairrche mac Blathmaic (689–707)
    2. Cú Chuarán mac Dúngail Eilni (707–708)
- 英格兰 (七国时代) - 
  - 东盎格利亚 - 埃尔德伍尔夫（英语：Ealdwulf of East Anglia） (663–713)
  - 埃塞克斯王国 -
    - 西赫赫德（英语：Sigeheard of Essex） (694–709)
    - 萨瓦夫瑞德（英语：Swæfred of Essex） (694–709)

  - 肯特王国 - 威特瑞德（英语：Wihtred of Kent） (690–725)
  - 默西亚王国 - Cenred, 默西亚国王 (704–709)
  - 诺森布里亚 - Osred I，诺森布里亚国王(705–716)
  - 萨塞克斯王国 -
    - 内特尔姆（英语：Nothelm of Sussex） (fl.692–725)
    - 沃茨（英语：Watt of Sussex） (fl.692–725)

  - 韦塞克斯 - 伊尼, 韦塞克斯国王 (688–726)
- 苏格兰
  - Dál Riata - Selbach mac Ferchair (700–723)
  - Strathclyde王国 -
  - 皮克特 - Nechtan mac Der-Ilei, 皮克特国王 (706–724)
- 威尔士 -
  - Gwynedd王国 - Idwal Roebuck(682–720)
  - Powys王国

## 逝世
- 武三思，唐朝大臣。
- 武崇訓，武三思之子，娶唐中宗之女安樂公主。
- 李重俊，唐中宗第三子，706年被封皇太子。
- 魏元忠，唐朝大臣，參與景龍之變敗死。
- 沙吒忠義，唐朝百濟族將領，參與景龍之變敗死。
- 李千里，唐朝宗室，唐太宗之孙，吴王李恪长子，封為左金吾大將軍、成王。因參與景龍之變，失敗，被殺。
- 李多祚，唐朝靺鞨族左羽林大將軍，參與景龍之變敗死。
- 李思沖，唐朝右羽林將軍，參與景龍之變敗死。
- 6月15日——日本文武天皇（683年出生，24岁）